# Puig Rodat
El Puig Rodat és una muntanya de 136 metres que es troba al municipi de Sant Pere de Ribes, a la comarca del Garraf.